# Éric Assadourian
Éric Assadourian (Saint-Maurice, Francia, 24 de junio de 1966) es un ex-futbolista armenio de origen francés, se desempeñaba como delantero y se retiró en el año 2001.

## Clubes
| Club                | País    | Año         | Partidos | Goles |
| Toulouse FC         | Francia | 1986 - 1987 | 18       | 0     |
| EA Guingamp         | Francia | 1987 - 1988 | 12       | 1     |
| Toulouse FC         | Francia | 1988 - 1990 | 43       | 9     |
| Lille OSC           | Francia | 1990 - 1995 | 178      | 27    |
| Olympique de Lyon   | Francia | 1995 - 1996 | 30       | 2     |
| EA Guingamp         | Francia | 1996 - 1997 | 9        | 0     |
| CS Louhans-Cuiseaux | Francia | 1997 - 1998 | 35       | 8     |
| AS Beauvais         | Francia | 1998 - 1999 | 35       | 13    |
| ASOA Valence        | Francia | 1999 - 2001 | 58       | 11    |

- Datos: Q3098561